# Diego de Souza (conde)
Diogo de Sousa (en idioma portugués), primer Conde de Río Pardo (1 de mayo de 1755-12 de julio de 1829) fue un militar y administrador colonial portugués.
Fue gobernador de la Capitanía de San Pedro del Río Grande del Sur, así como comandante de las tropas y gobernador militar de los territorios conquistados por los portugueses en la Banda Oriental, desde diciembre de 1811 hasta mayo de 1812 (Invasión portuguesa de 1811), cuando de acuerdo a lo estipulado por el Tratado Rademaker-Herrera debió retirarse a sus fronteras.
Posteriormente ejerció el cargo de virrey de la India Portuguesa de 1816 hasta 1821 y fue ministro de guerra del Rey de Portugal Miguel I de Portugal, ejerciendo ese trabajo desde el 3 de mayo de 1828 hasta el 20 de febrero de 1829.
- Datos: Q8250199
- Multimedia: Diogo de Sousa, conde do Rio Pardo / Q8250199